# Декадни килобит
Декадни килобит се користи као јединица мере података у рачунарству и износи 1000 бита. 